# Сара Брайтман
Са́ра Бра́йтман (англ. Sarah Brightman; *14 серпня 1960, Беркемстед, Гартфордшир, Англія) — англійська співачка-сопрано, авторка пісень, акторка й танцюристка. Виконує свої пісні англійською, іспанською, французькою, латинською, німецькою, італійською, російською, гінді, мандаринською і японською мовами. Отримала понад 180 золотих і платинових нагород у понад 40 країнах світу: США, Австралії, Японії, Великій Британії, Китаї, Мексиці, Канаді та Німеччині.
Єдина оперна співачка, яка й далі посідає перші місця в чартах «Billboard». За даними «RIAA», Сара Брайтман є найпопулярнішою класичною співачкою XXI століття. Її сингл «Time to Say Goodbye» потрапив до книги Гіннесса як найпопулярніший сингл Німеччини/ Вважається єдиною співачкою-сопрано, альбоми й сингли якої продаються такою великою кількістю, а саме: альбоми — 40 мільйонів копій, DVD — 3,9 мільйони копій.
Першою виконала роль Кристини в популярному мюзиклі «Привид опери».
На сьогодні її особистий капітал становить 30 мільйонів фунтів стерлінгів.

## Життєпис
Народилась і виросла в селі Літтл Гаддесден недалеко від Беркемстеду, Гертфордшир, Англія. Найстарша із шістьох дітей. Батько — Джеффрі Брайтман, бізнесмен (1934-1992), мати — Паула (до шлюбу Голл).
З трьох років Сара почала брати уроки танцю в «Школі танців Ельмхурста».
В 11 років прийнята до «Школи мистецтва», школи-інтернату, яка спеціалізується на музиці. Сарі не подобались інші школярки, проте навчання вона не покинула. Пізніше відвідала прослуховування на «Королівський Бал», але отримала відмову. Продовжувала навчатись танцю, особливо в джазовому стилі, була учасницею театру Вест-Енд. 
В 16 років (1976) приєдналася до «Pan's People». 
В 18 років випустила хіт «I Lost My Heart to a Starship Trooper», який продався в 1 мільйон копій та посів 6 місце у чартах Англії.

### 1981—1989
В 1981 Сара Брайтман взяла участь у прослуховуванні на мюзикл «Коти», де здобула роль Джеміми. На репетиціях познайомилася із Ендрю Ллойдом Веббером, із яким одружилася 1984-го. Після «Котів» грала в мюзиклах Веббера: «Пісня і танець» та «Реквієм». За «Реквієм» отримала свою першу премію «Греммі».

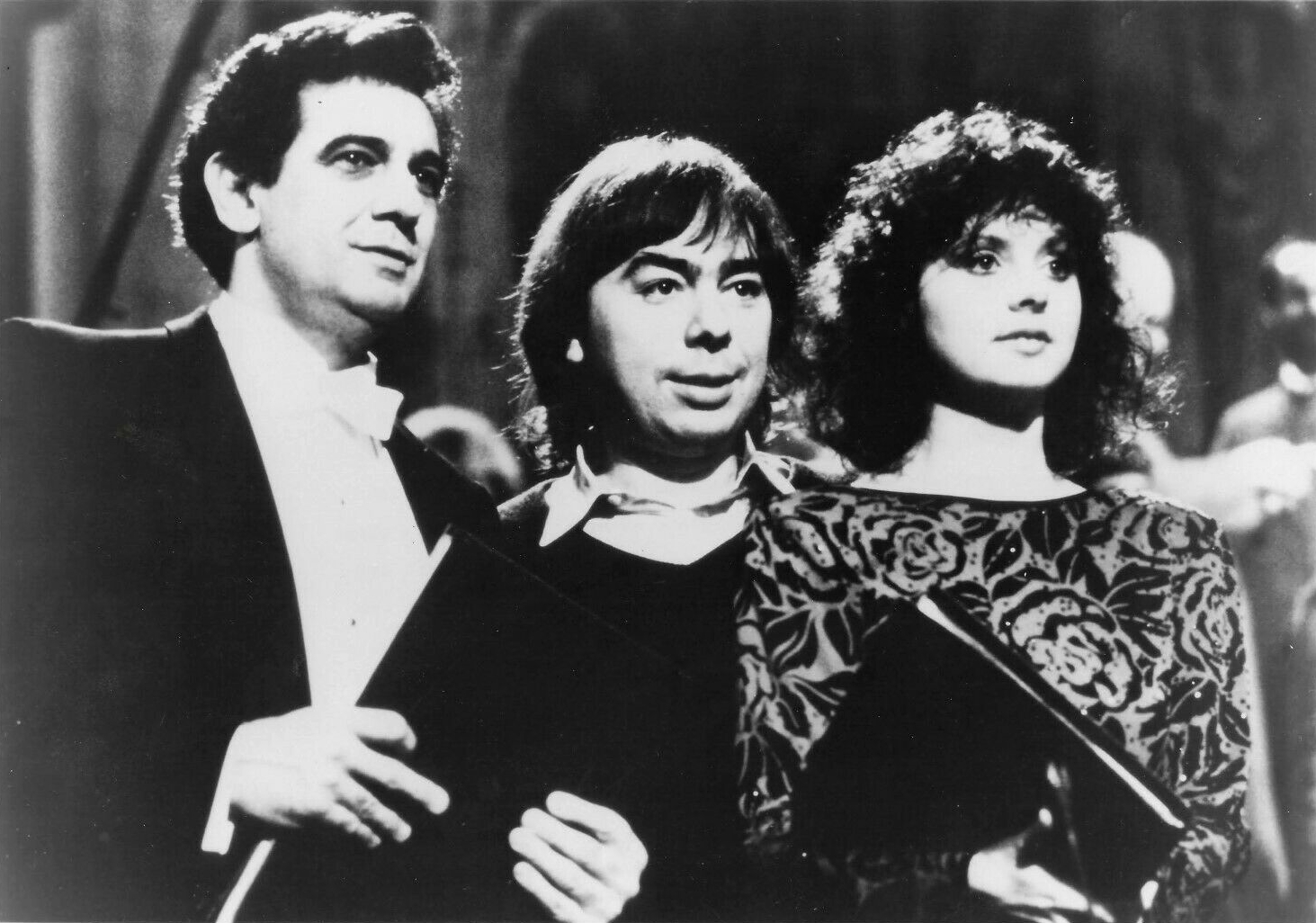
Сара Брайтман із Пласідо Домінго та Ендрю Ллойдом Веббером, 1985

1986-го виконала роль Кристини у мюзиклі Веббера «Привид опери», написану спеціально для неї. Коли мюзикл набрав популярності, Веббер сказав, що відмовляється показувати «Привида опери» на Бродвеї, якщо Кристину гратиме не Брайтман. Проте акторська профспілка «Actors' Equity Association» наполягала, що головну роль має грати або американка, або міжнародна зірка. Брайтман все ж зіграла свою персонажку.
1988-го випустила збірку фольклорних пісень «The Trees They Grow So High», наступного року вийшов ще один альбом «The Songs That Got Away». До 1990 розлучилася, зберігши дружні стосунки й продовживши грати в мюзиклах Веббера.

### 1990-ті
З приходом 90-тих Брайтман почала приділяти більше уваги співу й записала кілька пісень у Лос-Анджелесі. 1992-го виконала «Amigos Para Siempre» в дуеті із Хосе Каррерасом. Згодом відвідала Німеччину і стала працювати з одним з учасників гурту «Enigma». 1993-го випустила перший сингл до свого першого студійного альбому «Dive» — «Captain Nemo».
У 1995 пісня «A Question of Honour» з другого студійного альбому «Fly» припала до серця багатьом європейцям. Інша пісня, «Time to Say Goodbye» («Con te partiro»), була продана в кількості 3-х мільйонів копій лише у Німеччині, та 5 мільйонів по всьому світу. Перевидання альбому «Fly» вийшло 1996-го.
Третій альбом «Timeless» вийшов у 1997-у (в США під назвою «Time to Say Goodbye»). Альбом містив дві пісні гурту «Queen» у виконанні Брайтман: «Who Wants to Live Forever» та «Tu Quieres Volver» (в оригіналі називається «Gipsy Kings»). Тільки в США «Timeless» було продано тиражем у 1,4 мільйони копій. 1998-го вийшов наступний альбом «Eden», який було продано тиражем у 500 000 копій, й на «Billboard 200» посів 65 місце.

### 2000—2003
У 2000 році вийшов альбом «La Luna», у якому переважає поп-жанр. Він посів 17 місце в списку «Billboard 200», продано 873,000 копій. Як і попередній альбом «Eden», «La Luna» посів перше місце на «Billboard's» Classical Crossover. У 2001 співачка випустила «Classics», збірку оперних арій. У тому ж році Брайтман записала пісню «The Secret» спеціально для альбому німецької продюсерської команди «S4!Sash!».
В 2003 вийшов новий альбом «Harem» у жанрі денс. На «Billboard 200» посів 29 місце (продаючись у 333,000) та перше місце на «Billboard's» Classical Crossover і «Billboard's» Dance/Club Single. Сингл альбому, пісня «Free», стала популярною й увійшла в 10 найкращих хітів.
З 2000 до 2001 Сара Брайтман провела тур, до якого входили пісні з «Eden», «La Luna» і «Harem». У 2000 34 концерти принесли $ 7,2 мільйонів, а в 2001 21 концерт — $ 5 мільйонів. Протягом 2000—2001 Брайтман входила в десятку найпопулярніших співачок Британії в США.

### 2006 — нині
3 жовтня 2006 вийшов DVD «Diva: The Video Collection», до якого входили всі кліпи співачки. Того ж дня вийшов альбом під назвою «Diva: The Singles Collection». Він посів перше місце на «Billboard's» Classical Crossover. У липні 2007 Брайтман виступила з піснею «All I Ask of You» на концерті, присвяченому принцесі Діані. 7 липня заспівала «Nessun Dorma», «La Luna», «Nella Fantasia» і «Time to Say Goodbye» на «Chinese leg of Live Earth».
29 січня 2008 Брайтман випустила довгоочікуваний альбом «Symphony» у готичному стилі. На «Billboard 200», «Billboard's» Classical Crossover і «Billboard's» Internet Albums альбом посів перші місця. На чарті Канади альбом посів 4 місце, Мексики — 9 місце. У перший тиждень продали 31,463 копії «Symphony».
Тур «The Symphony World Tour» приніс $ 10 мільйонів. 4 листопада 2008 вийшов перший святковий альбом — «A Winter Symphony».
У липні 2008 року відбулася прем'єра американського музичного фільму-антиутопії «Ріпо! Генетична опера», поставленого режисером Дарреном Лінном Боусманом, в якому Сара Брайтман зіграла Магдален Дефо («Сліпу Мег») — сліпу від народження співачку, якій біотехнологічна корпорація «GeneCo» подарувала новий зір. Як плату за цю операцію Дефо довелося підписати довічний контракт і стати «голосом GeneCo» — вона виступає в оперному театрі, що належить корпорації, рекламує послуги та продукцію «GeneCo», бере участь в урочистих заходах тощо. Ця роль стала дебютом Сари Брайтман у повнометражному фільмі.

### Особисте життя
У 18 років, у 1979 році, Брайтман одружилася з Ендрю Гремом-Стюартом з німецького гурту Tangerine Dream. Пізніше вона познайомилася з Ендрю Ллойдом Вебером, виступаючи в Cats. У 1983 році Брайтман розлучилася з Гремом-Стюартом, а пізніше в тому ж році Ллойд Веббер розлучився зі своєю першою дружиною Сарою Г'югілл, з якою мав двох дітей. Брайтман одружилася з Вебером 22 березня 1984 року, і їхні стосунки швидко стали предметом пильної уваги ЗМІ та таблоїдів аж до їх розлучення в 1990 році. Наразі вони в дружніх стосунках; у 2006 році, на 20-й річниці лондонського «Привида опери», Веббер назвав Брайтман «чудовою жінкою» і «абсолютно улюбленою наставницею», і вона виступила на 25-й річниці мюзиклу в 2011 році. Він з'явився як спеціальний гість на її концерті 1997 року в Королівському Альберт-Голі в Лондоні.
У лютому 1992 57-річний батько Сари покінчив з життям через розлучення і фінансову кризу. Невдовзі Брайтман пережила викидень. В інтерв'ю журналові «Hello!» вона сказала, що була б гарною мамою, але тепер не може мати дітей.
Брайтман мала 10-річні стосунки з Френком Петерсоном, протягом яких вони безуспішно намагалися мати дітей. У 2006 році в інтерв’ю британському журналу Hello! вона сказала, що материнство було б «чудовим», але визнала, що ніколи не матиме дитини.
Нині зустрічається з Луї Оберландером.

## Selected discography

### Студійні альбоми
- 1988: The Trees They Grow So High
- 1990: As I Came of Age
- 1993: Dive
- 1995: Fly
- 1997: Timeless
- 1998: Eden
- 2000: La Luna
- 2003: Harem
- 2008: Symphony
- 2008: A Winter Symphony
- 2013: Dreamchaser
- 2018: Hymn

### Альбоми з Ллойдом Веббером
- 1989: The Songs That Got Away
- 1992: Sarah Brightman Sings the Music of Andrew Lloyd Webber
- 1995: Surrender
- 1997: The Andrew Lloyd Webber Collection
- 2002: Encore
- 2005: Love Changes Everything

### Збірні альбоми
- 2001: The Very Best of 1990–2000 & Classics
- 2006: Classics: The Best of Sarah Brightman & Diva: The Singles Collection
- 2009: Amalfi – Sarah Brightman Love Songs & Bella Voce
- 2014: Voce – Sarah Brightman Beautiful Songs (Japan only)
- 2015: Rarities Volume 1, 2 & 3 (Digital Only)
- 2016: Gala – The Collection (Japan only)
- 2020: France (France only)

## Тури
- "A Timeless Evening with Sarah Brightman" (Велика Британія та Німеччина) 1997
- "One Night in Eden Tour" 1999 (всесвітній)
- "La Luna World Tour" 2000–2001 (всесвітній)
- «Harem World Tour» 2004–2005 (2004: Світовий тур, 2005: Міні-тур Японією)
- «The Symphony World Tour» 2008–2009 (всесвітній)
- "Sarah Brightman in Concert" жовтень 2009 (Латинська Америка)
- "Sarah Brightman in Concert with Orchestra" жовтень 2010 (Азія)
- "Dreamchaser World Tour" 2013–2014 (всесвітній)
- «Gala: An Evening with Sarah Brightman» 2016 (Японія, Китай, Південна Корея, Тайвань, Туреччина, Мексика, Індонезія)
- «Royal Christmas Gala» – спів-хедлайнерський концертний тур із Gregorian, Fernando Varela, Mario Frangoulis та Narcis; Листопад – грудень 2017 (Європа)
- «Hymn: Sarah Brightman In Concert» 2018–2020 (у всьому світі)
- "A Christmas Symphony" 2021 (США) 2022 (Азія)
- «A Starlight Symphony: An Evening with Sarah Brightman» — за участю спеціального гостя Йошікі — 2022 (США та Мексика)

## Фільмографія
| Рік  |   | Українська назва      | Оригінальна назва       | Роль                        |
| ---- | - | --------------------- | ----------------------- | --------------------------- |
| 2008 | ф | Ріпо! Генетична опера | Repo! The Genetic Opera | Магдален Дефо / «Сліпа Мег» |
| 2010 | ф | Перша ніч             | First Night             | Селія / диригент            |